# 남양주남부경찰서
남양주남부경찰서(南楊州南部警察署, Namyangju Police Station)는 경기도북부경찰청이 관할하는 경찰서 중 하나이다. 경기도 남양주시 일원을 관할한다. 경기도 남양주시 경춘로 532 (다산동)에 위치하고 있다.
서장은 총경으로 보한다.

## 기본 정보
- 주소: 경기도 남양주시 경춘로 532 (다산동)
- 우편번호: 12249

## 관할 파출소 및 지구대
남양주경찰서는 1개의 지구대와 14개의 파출소를 산하에 두고 있다.
| 명칭         | 사진 | 주소                      | 관할구역         | 치안센터 |
| ------------ | ---- | ------------------------- | ---------------- | -------- |
| 금곡파출소   |      | 금곡로 57 (금곡동)        | 금곡동, 양정동   |          |
| 화도지구대   |      | 화도읍 창현로 6           | 화도읍           |          |
| 와부파출소   |      | 와부읍 덕소로 63          | 와부읍           |          |
| 진접파출소   |      | 진접읍 장현로 113         | 진접읍 일부      |          |
| 호평파출소   |      | 호평로68번길 11 (호평동)  | 호평동           |          |
| 퇴계원파출소 |      | 퇴계원읍 퇴계원로6번길 29 | 퇴계원읍         |          |
| 다산파출소   |      | 경춘로 439-1 (다산동)     | 다산1동, 다산2동 |          |
| 평내파출소   |      | 경춘로 1211 (평내동)      | 평내동           |          |
| 수동파출소   |      | 수동면 비룡로 808         | 수동면           |          |
| 조안파출소   |      | 조안면 북한강로 131       | 조안면           |          |

## 같이 보기
- 경기도북부경찰청